# Barefoot in the Park (chanson de James Blake)
Singles par James Blake
Lullaby for My Insomniac
(2019) Mulholland
(2019)
Singles par Rosalía
Con Altura
(2019) Aute Cuture
(2019)
Barefoot in the Park est une chanson du producteur musical James Blake en duo avec la chanteuse espagnole Rosalía sortie le 4 avril 2019 sous le label Polydor et apparaissant sur l'album Assume Form de James Blake. 

## Contexte
James Blake a eu l'idée de collaborer avec Rosalía lorsque son manager lui fait écouter l'album Los ángeles. Dans une interview, il raconte « Je n'avais honnêtement pas entendu quelque chose d'aussi vulnérable, brut et dévastateur depuis longtemps ». Blake réserve des sessions d'enregistrement spontanées avec la chanteuse espagnole et André 3000 « afin de voir ce qui se passe, et les chansons qui en sortent ». Dans la journée, Blake et Rosalía écrivent deux ou trois compositions dont Barefoot in the Park, le musicien commentant « j'aime le son de nos voix ensemble ».

## Composition
La chanson est écrite par Blake, Rosalía et Paco Ortega, tandis que la production est assurée par le musicien aux côtés de Maker et Dan Foat. Il s'agit d'un duo de ballade aux accents latins, où l'on retrouve des tambours de trap ainsi que les influences flamenco traditionnelles de la chanteuse.

## Clip
Le clip est réalisé par Diana Kunst et Mau Morgó. La vidéo débute par un plan d'un jeune garçon et d'une jeune fille se tenant devant deux voitures incendiées à la suite d'une collision. Ils partent chacun de leur côté, Blake observant le parcours du garçon et Rosalía celui de la fille, à distance. Les enfants continuent à marcher, cette fois-ci plus âgés, tandis que les plus jeunes deviennent de la poussière. Le garçon se désintègre ensuite en regardant le ciel. Blake et Rosalía sont ensuite vus en train de conduire, entrecoupés de plans surréalistes du ciel, et les deux se reconnaissent brièvement. La vidéo se termine par le plan d'ouverture, mais cette fois dans un décor de soirée,.